# 西側諸国
西側諸国（にしがわしょこく、または西側、資本主義諸国、自由諸国、英語: Western Bloc〔ウェスタンブロック〕）とは、東西冷戦時代でのソビエト連邦と東ヨーロッパを中心とする社会主義諸国（東側諸国）に対する、アメリカ合衆国と西ヨーロッパなどの資本主義諸国を指す言葉。その主要部分は北大西洋条約機構（NATO）であり、西側諸国には他にも日本、韓国、オーストラリアなどが含まれる。
西側諸国は資本主義的で先進的で産業的であり、学術論文によれば、人権と表現の自由を代表していて民主主義的であるとされている。ここでいう西側は、ヨーロッパにおける資本主義陣営と共産主義陣営の大まかな境界が鉄のカーテンと呼ばれる東西ドイツを境にしている事に由来するが、厳密にはヨーロッパ東部にも西側諸国は存在した（トルコ、ギリシャ）。また他の地域では、属する陣営と地理上とで東西が反転することもあった。
西側諸国の多くはアメリカと単独・多国間の政治・軍事的保障条約を結んでいる。それらの機構として有名なものはNATO、米州機構（OAS）などがある。
東西冷戦後もロシアや中華人民共和国などの権威主義国家陣営に対抗する民主主義国家陣営という概念において使用されるケースがある。

## 東欧の西側陣営
これを受けて、アメリカのハリー・S・トルーマン大統領はトルーマン・ドクトリンを発表。イギリスに代わってギリシャに対して支援を行い、加えてトルコを資本主義陣営に留めることを宣言。両国に大量の資金援助を行い、東側陣営化するのを防いだ。
これらの国は1952年にNATOに加盟した。特にトルコは、現在でも中東にアメリカが軍事介入するときは在トルコの米軍基地が大きな役割を果たしており、欧州連合（EU）加盟を目指すなど、強固な「西側国家」である。

## 西欧・中欧

青色が西側陣営。
赤色はワルシャワ条約機構に参加する東側陣営である。
ユーゴスラビア（青緑）はワルシャワ条約機構には参加せず、アルバニアは1968年にワルシャワ条約機構を脱退した。

NATOは1949年に西欧・北アメリカの13ヶ国が参加して出来た軍事同盟であり、各国は攻撃にさらされた場合共同で参戦する義務を負っている（集団的自衛権）。
1966年にフランスがド・ゴール主義の下でNATOの軍事機構を脱退し欧州連合軍最高司令部がパリから移転を余儀なくされるなどの事件もあったが、EUなどもあわせて考えると基本的には蜜月といってよい関係にある。
西欧・中欧で東西の軍事機構に参加していない国は、アイルランド・スイス・オーストリア・スウェーデンの中立宣言を行うなどで非同盟政策をとった国々。特に北欧諸国の政策を合わせてノルディックバランスと言う。ただしスウェーデンは、冷戦終結後、NATOとの協力関係にあったことが明らかとなっている（武装中立）。実態としては、同盟関係はなくともスウェーデンは西側寄りであったと言える。そして2022年にスウェーデンとフィンランドはNATOに加盟を申請した。

## 南北アメリカ大陸
南北アメリカ大陸の各国の多くは、既に第二次世界大戦末期に連合国として参戦しており、アメリカ軍に基地を提供するなどをしていた。
南米諸国の多くは戦後の1948年に結成また締結された米州機構（12月）と米州相互援助条約（4月）に参加して親米国家となり、西側に属してアメリカの「裏庭」と呼ばれた。親米政権が革命や総選挙で倒れる場合もあり、こうした時には“ドミノ理論”を唱えるアメリカの政治あるいは軍事的介入が行われることが多かった（ピッグス湾事件・コントラ戦争・チリ・クーデター・グレナダ侵攻・パナマ侵攻など）。
キューバではキューバ革命で親米政権が倒れて共産主義体制が誕生し、1962年にはソ連がキューバに核ミサイル基地を建設しようとしてアメリカがこれを阻止するためにカリブ海でキューバの海上封鎖を行い、米ソの緊張状態が高まったキューバ危機が発生している。
21世紀に入り、メキシコ以南の中南米諸国はアメリカのこうした覇権主義に反発し、ラテンアメリカ・カリブ諸国共同体を結成している。

## 東アジア
日本と中華民国（台湾）、大韓民国（韓国）が西側諸国である。中華民国は1972年のニクソン訪中を契機としてアメリカが中華人民共和国を承認した後（すなわち米台断交後）も「反共の砦」として軍事援助を受けていたため、西側諸国に含まれると考えられる。また、フィリピンは東南アジア諸国連合（ASEAN）の原加盟国であるが、アメリカの植民地だった経緯から、親米的な外交政策をとっていた。また南ベトナムにはベトナム共和国、カンボジアにはクメール共和国の親米政権が誕生したが、いずれも現地住民の反感を買って共産化。ベトナムは南ベトナム共和国を経てベトナム社会主義共和国として南北統一、カンボジアはクメール・ルージュの反乱により民主カンプチアが建国された。
東アジアにおける仮想敵国はソ連、中国、北朝鮮、北ベトナムであったが、それぞれの役割と仮想敵国が全く違う関係上、日米・米韓・米華・米比といった二国間条約による同盟関係を基本としていたことが特徴だった。

## 冷戦後の西側諸国

NATO加盟国の拡大

欧州連合の変遷
欧州諸共同体（1957年 - 1993年）
欧州連合（1993年 - ）

ソ連が崩壊した後、中・東欧諸国は新たな安全保障を得るためにNATOに接近した。1999年にチェコ、ハンガリー、ポーランドが、2004年にブルガリア、エストニア、ラトビア、リトアニア、ルーマニア、スロバキア、スロベニアが、2009年にアルバニア、クロアチアが、2017年にモンテネグロが、2020年に北マケドニアがそれぞれNATOに加盟した。
その後、2022年より発生しているロシアのウクライナ侵攻により、長年中立政策を掲げていたフィンランドとスウェーデンが、それぞれ2023年、2024年にNATOに加盟した。
また上記NATO加盟国のうち、2004年にチェコ、エストニア、ハンガリー、ラトビア、リトアニア、ポーランド、スロバキア、スロベニアが、2007年にブルガリア、ルーマニアが、2013年にクロアチアがEUに加盟しており、アルバニア、モンテネグロ、北マケドニア、トルコはEUの加盟候補国である。これらは新たな枠組みにおける西側諸国と言える。
なお、EUに加盟しているがNATOに加盟していない国は、オーストリア、キプロス、アイルランド、マルタの4か国である。
中南米では、米州機構が空洞化しベネズエラのウゴ・チャベス政権を筆頭に南米で次々と左派政権が誕生しアメリカ型の機会平等結果不平等の資本主義から脱する動きを見せるなど、対米感情の悪化が目立つ。また、南米諸国独自の経済圏の構成、さらにはEU型の国家連合の構築などの独自の政策が打ち出されている。

パレスチナを国家承認している国（簡単にはNATO及びANZUS諸国、アメリカと二国間軍事条約を結んでいる国とイスラエル以外の全て）

更に、中東・アラビアでは、冷戦時代の君主制イスラーム国家の「反ソの為の親米」といった構造が崩れ、これらの国との協力関係が薄れたため、不安定化が進んでいる。また、西側諸国は常にイスラエルと親密な関係を持ち、パレスチナ自治政府とは距離を置いている国が多い。東側諸国時代に既に承認している旧東欧諸国を除くと、パレスチナ国家承認を行っている欧米西側諸国はマルタ（1988年）、アイスランド（2011年）、スウェーデン（2014年）、バチカン市国（2015年）だけとなっている。チェコは旧チェコスロバキア時代にパレスチナを承認したものの、2012年の国連総会における「オブザーバー国家」への格上げ決議に反対するなどその関係は悪化し、むしろイスラエルと親密な関係にある。
米ブッシュ政権末期では、チェコにアメリカが大陸間弾道ミサイル（ICBM）に対する早期警戒レーダーサイトを、ポーランドに迎撃ミサイル基地を建設をする計画を進めており、事実上ロシアを仮想敵国としていることからロシアの強硬な反発を受けている（アメリカは、イランの脅威に対抗するためであって、ロシアを対象とはしていないと説明している）。ロシアは代替案としてアゼルバイジャンのレーダーサイトの共同利用を申し出たが、アメリカはそれを拒否した。さらにその後もアメリカは政権交代から難航しているポーランドとの交渉の他に、リトアニアにも接触を図るなどしている。しかし、続くオバマ政権は2009年9月17日、東欧MD配備計画を白紙に戻すことを発表した。09年12月に失効するSTART-Iに代わる米露新核軍縮条約の交渉進展および対イラン制裁の足並みをそろえるためと目されており、実際にロシアは9月23日の首脳会談で対米協調アピールとも取れる発言を行った。。
また、ロシアは中国との関係を深めつつあり、旧来の独立国家共同体（CIS）に加え2002年に新たに上海協力機構（SCO）を創設している。後に、イランとも関係を強化した。

## 冷戦体制時の西側諸国一覧
西ヨーロッパ
- イギリス
- オランダ
- 西ドイツ
- フランス
- ベルギー
- ルクセンブルク

南ヨーロッパ
- イタリア
- スペイン
- ギリシャ
- キプロス
- ポルトガル

北ヨーロッパ
- アイスランド
- デンマーク
- ノルウェー

北アメリカ
- アメリカ合衆国
- カナダ

中央アメリカ
- キューバ（1959年の革命後、東側に転じる）
- グレナダ（1983年の人民革命政権崩壊後、東側から転向）
- メキシコ
- ガイアナ - 国内においては社会主義政策を推進。
- ドミニカ共和国
- エルサルバドル
- グアテマラ
- ハイチ
- ホンジュラス
- パナマ
- セントクリストファー・ネイビス
- セントルシア
- セントビンセント・グレナディーン
- ドミニカ国
- アンティグア・バーブーダ
- バルバドス
- バハマ
- ジャマイカ
- トリニダード・トバゴ

南アメリカ
米国支援下の軍事政権が多く、「アメリカ合衆国の裏庭」と呼ばれた。
- ブラジル
- アルゼンチン
- チリ（1973年の軍事クーデター後、東側から転向）
- パラグアイ
- コロンビア
- ベネズエラ
- ボリビア
- ウルグアイ
- ペルー
- エクアドル

東アジア
- 日本
- 韓国
- 台湾

東南アジア
- ベトナム国（1949年にフランスから独立。ただしフランス連合内。）→  ベトナム共和国（1955年にベトナム共和国として完全独立。）
- ラオス王国（1975年に人民民主共和国の成立で東側に転じる）
- カンボジア王国→ クメール共和国（1970年にクーデターで成立。1975年の民主カンプチア成立で西側から離脱）
- マレーシア
- シンガポール（1965年にマレーシアから独立）
- フィリピン
- インドネシア（1967年のスハルト政権樹立後）
- タイ

南アジア
- ネパール
- バングラデシュ
- ブータン

西アジア
- イラン（1979年のイラン革命で西側から離脱）
- イラク（1959年の共和制移行で西側から離脱）
- イスラエル（1948年に米英の支援で独立）
- サウジアラビア
- トルコ
- 北イエメン
- オマーン
- アラブ首長国連邦
- バーレーン
- ヨルダン
- クウェート
- カタール

オセアニア
- オーストラリア
- ニュージーランド

アフリカ
- エジプト（サダト政権樹立後）
- エチオピア帝国（1974年に社会主義エチオピアの成立で東側に転じる）
- リベリア
- リビア王国（1969年の共和制移行で西側から離脱）
- モロッコ
- ウガンダ（イディ・アミン政権樹立後)
- 南アフリカ連邦→ 南アフリカ共和国
- コンゴ民主共和国→ ザイール（モブツ政権樹立後)